# Stanislava Seimlová
Stanislava Seimlová (*1932 Praha) je česká herečka a tanečnice.
Vystudovala Taneční konzervatoř v Praze. Proslavila se rolí Marienky Vaněčkové ve filmu Dovolená s Andělem. V roce 1954 krátce působila jako tanečnice v Armádním uměleckém souboru (AUS). Měla také stálé taneční angažmá v Karlínském divadle. V roce 1968 se svým manželem emigrovala do zahraničí. S rodinou žila v Nizozemsku, kde si otevřela baletní přípravku pro děti. Když její manžel v roce 2006 zemřel, vrátila se do České republiky.

## Filmografie
- 1949 Veliká příležitost
- 1950 Racek má zpoždění
- 1950 Slepice a kostelník
- 1952 Dovolená s Andělem
- 1952 Plavecký mariáš
- 1956 Roztržka
- 1958 Morálka paní Dulské
- 1960 Vyšší princip
- 1961 Chvíle rozhodnutí (TV film)
- 1961 Florián
- 1961 Labyrint srdce
- 1961 Cesta do věku petrolejových lamp (krátkometrážní)